# 구즈촌 (나라현 요시노군)
구즈촌(国樔村)은 나라현 요시노군에 설치되었던 촌이다. 현재의 요시노정에 해당한다.